# Ионин, Герман Николаевич
Ге́рман Никола́евич Ио́нин (17 мая 1936, Ленинград — 15 мая 2021, Санкт-Петербург) — русский поэт, прозаик, учёный-литературовед. Сын художника Николая Александровича Ионина и племянник художника Александра Николаевича Самохвалова.

## Биография
Родился 17 мая 1936 года в Ленинграде (Санкт-Петербурге). Здесь вместе с семьёй пережил первую блокадную зиму (1941—1942). В 1942 Ионины были эвакуированы в Киргизию, вернулись в Ленинград в 1944. В 1954 как медалист был принят на филологический факультет ЛГУ. После его окончания работал учителем русского языка и литературы в вечерней школе,затем в школе 30 В.О. района. В 1971 Защитил кандидатскую диссертацию по творчеству Державина.
С 1974 по 1979 — старший научный сотрудник НИИ общего образования взрослых АПН СССР. Затем — доцент кафедры литературы Высшей профсоюзной школы культуры.
В 1990 создал и возглавил кафедру литературы и методики её преподавания на факультете народов Крайнего Севера Российского государственного педагогического университета имени А. И. Герцена. В 1992 защитил докторскую диссертацию по проблеме взаимосвязи литературоведения и школьного изучения литературы. Доктор педагогических наук. Профессор. Член-корреспондент Петровской академии наук и искусств.
Член Союза писателей России (с 2000)
Сайт Г.Н.Ионина: ioningerman.com

## Творчество
Интерес и любовь к художественной литературе унаследовал от матери, сестры художника А. Самохвалова, уроженки г. Бежецка. Екатерина Николаевна, получившая искусствоведческое и историко-филологическое образование, преподавала в школе и «жила воспоминаниями о писателях, поэтах, художниках, судьбы которых так или иначе были связаны с Бежецком (Ахматова, Гумилёв, Городецкий и др.)»
Первые литературные опыты относятся ко времени жизни семьи в эвакуации. Позднее впечатления об этом периоде отразились в повести «Киргизия» (вошла в книгу «Вторая ипостась»), в которой документальная правда сочетается с художественным вымыслом. В школьные годы продолжает писать стихи, Занимается переводами ( в 5 классе - попытки переложить стихами фрагменты "Фауста" Гёте; переводы из Гейне; в 7 классе делает свой перевод "Слова о полку Игореве", который Д.Лихачев представляет на выставке в Пушкинском Доме АН). В 6 классе пишет поэму "Фаэтон" (о которой восторженно отзовется Д.Шостакович).
Первая публикация (1958) — два стихотворения в альманахе «Дружба». Затем  - перерыв почти на 30 лет. Все эти годы Ионин не прекращает писать, но после нескольких попыток "напечататься" к публикациям больше не стремится. В эти годы закончены повести "Климовщина", "Киргизия", "Званка" , написано множество лирических стихов. Постепенно складывалась поэма "Данте", которая была собрана и опубликована только в 1996г. Следующие книги - "Троечастие" (1999) и ""Вторая ипостась" (2004), включающие в себя стихи и прозу. Художественное творчество И. отличает целостность и сложность авторских исканий. В поэму «Данте» вошли лучшие из лирических строф наряду с др. рефлективными, отражающими трагические конфликты эпохи. Лирический герой поэмы заново (вслед за Данте!) путешествует по загробному миру, в котором за 7 веков мировой и российской истории произошли «катастрофические изменения». Потустороннее инобытие и нынешняя современность отождествились в полифонии реплик и монологов и составили единую фреску – духовный мир лирического героя, восстанавливая спасительные для жизни нравственные ценности.                     Смерти сына, трагически погибшего в 1997, посвящены поэмы «Миша» и последующие стихотворные циклы «На грани двух миров»,  «Преодоление», «Россия» и др.  «Миша» знаменует новый этап творчества И. Личная трагическая тема, прямо и страшно явленная в поэме, определяет в последующих сборниках звучание всех остальных тем, объединяя их глубоко личностным переживанием судьбы России. Множество мотивов и образов, перекликаясь и сплетаясь, создают единую медитацию.  Поэма «Преодоление» - наиболее художественно совершенное достижение автора в области поэзии.       Первая завершенная повесть «Климовщина», рассказывающая о детстве автора,  - самое светлое из всех произведений И. Повесть «Киргизия» знаменует новый шаг И.- прозаика, где состоялось особое открытие детства, психологически достоверное. Внутренний мир героя обнаружен словно под увеличительным стеклом и поражает взрослой серьезностью поиска призвания и нравственной цели в жизни. Последующие три повести И. («История болезни», «»Один», «Стерх»),  смыкаясь с поэмой «Миша» и циклами «Россия» и «Преодоление», резко отличаются по проблематике и худож. решениям.   «Ипостасный психологический   реализм» этих повестей приоткрывает тайну сознания на грани бытия и небытия. Читателем осознается тождество сознаний отца и сына и появляется почти физическое ощущение  возможности взаимоперехода сознаний, позволяющего воздействовать на всепоглощающую и творящую силу – Небытие.                     В повестях и романах «Ипостась», «Апокалипсис», «Поединок», «Правитель», «Политик», «Илья», «Трое» автор совершает переход  к наиболее острым, волнующим сегодня проблемам нашей современности.  При этом усиливаются моменты притчевой условности и фантастики. Поздняя проза И., при всей ее психологичности и изобразительности, в большей мере, чем прежде, сближается со стихами: ее ритмичность, а порой гекзаметричность как будто помогают ощутить запредельную реальность взаимоперехода сознаний – главное из откровений «ипостасного реализма».                         В.Акимов неоднократно писал об уникальности и назревшей востребованности сегодня творческого опыта И.
Является автором литературоведческих исследований, посвящённых творчеству Державина, Радищева, Фонвизина, Батюшкова, Жуковского, Пушкина, Чехова, Есенина, Маяковского, Ахматовой, Булгакова, Леонова и других. Автор, соавтор и редактор учебных пособий.

## Семья
- Жена — Наталия Владимировна
- Сыновья — Алексей и Михаил (погиб в 1997)[3]
- Внуки — Фёдор, Олег, Анастасия
- Правнучки — Анна, Александра

## Произведения (выборочно)

### Книги стихов и прозы
- «Данте». Поэма (1996) ISBN 5-88102-123-1
- «Троечастие» (1999) ISBN 5-85320-362-2
- «Вторая ипостась» (2004) ISBN 5-901800-53-2
- "Апокалипсис". Проза.Стихи. (2009) ISBN 5-86408-157-4
- «Притчи». Поэма "Миша". Повести «Поединок», «Исповедь», «Правитель".  (2013) ISBN 978-5-91404-089-2
- «Преодоление». Поэмы.(2016) ISBN 978-5-4380-0158-4
- «Поединок». Повесть. — «Другое решение». (2018) ISBN 978-620-2-32095-5
- «Сказки». Проза. Маленькие поэмы. (2018) ISBN 978-5-4391-0388-1
- "Притчи. Повести. Поэмы". (2019)

### Литературоведческие исследования.
Г.Р.Державин "Анакреонтические песни". Подготовка издания. Серия "Литературные памятники". 1986
Г.Р.Державин. Сочинения. Подготовка издания. Серия "Новая библиотека поэта". 2002.
А.Н.Радищев "Путешествие из Петербурга в Москву". Вступительная статья, Примечания. Изд. Художественной литературы. 1961.
Д.И.Фонвизин "Бригадир. Недоросль". Вступительная статья. Изд. Художественной литературы. 1963.
«Возвращение классики».  Герман Ионин, Александр Хватов.  СПб. «Контраст», 2014. ISBN 978-4380-0055-6
"В начале жизни школу помню я..." (Пушкинская идея - ориентир русской духовной культуры). В  сборнике  "Пушкин и духовная культура".  Изд. РГПУ им.Герцена. 1999.
"Предшественники Пушкина". В сборнике "Пушкин и духовная культура". Изд. РГПУ им. Герцена. 1999.
"Пушкин в прозе". В сборнике "А.П.Чехов и национальная культура". Изд.РГПУ им. Герцена. 2000.
"Поэма с героем и без него (Еще раз Ахматова и Маяковский)". В сборнике "Анна Ахматова: Поэтика, российский и европейский контекст". Изд.РГПУ им.Герцена. 2001.
"Мысль о русском национальном поэте. Сергей Есенин и ... Гавриил Державин".  В сборнике "Современная литература. Традиции и новаторство". Изд. писателей "Дума".2016.
"Оптимизм мировой классики и роман "Пирамида". В коллективной монографии "Роман Л.Леонова "Пирамида". Проблема мирооправдания". Инст. рус. лит. "Наука" 2004.
Учебная литература
"Изучение литературного произведения в школе". В сборнике " Анализ литературного произведения". "Наука" 1976.        
- «Школьное литературоведение». Учебное пособие к спецкурсу. Изд. ЛГПИ им.  Герцена. 1986.
- "История школьного литературоведения". Изд. РГПУ им. Герцена. 1998.
- «Русская литература XX века. А. Блок. М. Горький». Учебное пособие для 11-го класса / Г. Н. Ионин, А. И. Хватов/.  СПб. : «Образование», 1994. ISBN 5-233-00182-9
- «Программы для общеобразовательных учреждений. Литература. 5-11 классы» (авторы Г. Беленький, М. Голубков, Г.Ионин, и др). 2009. ISBN 978-5-346-01193-4
- Уроки литературы в выпускном классе». Пособие для учителя. / Г. Н. Ионин, В. И. Влащенко/. СПб. «Просвещение», 2009.  ISBN 978-5-09-020690-7
- Учебник литературы для общеобразовательных учреждений (базовый и профильный уровни) в трех частях. 10,11 классы. Под ред. Ионина Г.Н. и Беленького Г.И. Авторы: Ионин Г.Н., Скатов Н.Н., Лотман Л.М., Браже Т. Г. и др. Рекомендовано Министерством образования РФ. 2011. Изд."Мнемозина"
- Учебник литературы для общеобразовательных организаций (углубленный уровень) в двух частях. 10, 11 классы. Под ред. Ионина Г.Н. и Беленького Г.И.            Авторы: Ионин Г.Н., Скатов Н.Н., Роговер Е.С., Невзглядова Е.В. и др. Допущено Министерством просвещения РФ. Москва 2021. 7-е издание, исправленное. Изд. "Мнемозина"